# Kadesch Kadeng
Kadesch Kadeng var ett svenskt popband. Det bildades 1986 som Partybreakers, ett coverband. Efter att ha kört covers några år började de spela några egna låtar också. Från mitten av 1990-talet spelade de bara egna låtar, och 1996 bytte bandet namn till Kadesch Kadeng. Under åren spelade Kadesch på ett antal festivaler och låg på Svensktoppen med låten pojkar:
- Om du är som jag är du inget för mig
- Torsdagmorgon
- Pojkar[3]

Bandet hann också medverka i några tv-sändningar. Medlemmarna tyckte att millennieskiftet var ett bra tillfälle att sluta, så då lades bandet ner.

## Medlemmar
- Ralph Benton – Trombon
- Erland Dahlblom – Trummor
- Larry Forsberg – Sång, keyboard, akustisk gitarr, tamburin, kör
- Joakim Lindgren – Saxofon
- Anders Lundberg – Akustisk och elektrisk gitarr, kör
- Mikael Röhstö – Bas
- Sven-Inge Sjöberg – Sång, keyboard, dragspel, akustisk och elektrisk gitarr, kör
- Henrik Tengqvist – Sång, akustisk gitarr, kör

## Diskografi

### Album
- 1996 – Om du är som jag är du inget för mig (Start Klart Records).[5]
- 1998 – Pojkar födda 64-75 (Start Klart Records).[6]

### Samlingsalbum
- 2020 – Ström, sladdar och plugg - Hej! (Start Klart Records).

### Ep
- 1999 – Kärlek är för Dårar (Start Klart Records).[7]